# Monica De Gennaro
Monica De Gennaro est une joueuse italienne de volley-ball née le 8 janvier 1987 à Piano di Sorrento. Elle mesure 1,74 m et joue au poste de libero. Elle totalise 46 sélections en équipe d'Italie.
Son mari est l'entraîneur de volleyball Daniele Santarelli.

## Clubs
| Club                    | Pays   | De        | À         |
| ----------------------- | ------ | --------- | --------- |
| Libertas Sorrento       | Italie | 2001-2002 | 2001-2002 |
| Volley Vicenza          | Italie | 2002-2003 | 2008-2009 |
| Aprilia Volley          | Italie | 2009-2010 | 2009-2010 |
| Scavolini Pesaro        | Italie | 2010-2011 | 2012-2013 |
| Imoco Volley Conegliano | Italie | 2013-2014 | en cours  |

## Palmarès

### Équipe nationale
- 'Médaille d' or au jeux olympiques de Paris  '

- Championnat du monde
  -  : 2018.
- Coupe du monde (1)
  -  : 2011.
- Grand Prix mondial
  -  : 2017.
- Championnat d'Europe (1)
  -  : 2021.
  -  : 2019.
- Montreux Volley Masters (1)
  -  : 2018.

### Clubs
- Championnat du monde des clubs de volley-ball féminin (1)
  - Vainqueur : 2019
  - Finaliste : 2021
- Ligue des champions (1)
  - Vainqueur : 2021.
  - Finaliste : 2017, 2019.
- Championnat d'Italie (5)
  - Vainqueur : 2016, 2018, 2019, 2021, 2022.
- Supercoupe d'Italie (5)
  - Vainqueur: 2010, 2016, 2018, 2019, 2020, , 2021.
  - Finaliste : 2013.
- Coupe d'Italie (4)
  - Vainqueur: 2017, 2020, 2021, , 2022.
  - Finaliste : 2018, 2019.

### Distinctions individuelles
- Championnat du monde de volley-ball féminin des moins de 20 ans 2005 : Meilleure défenseur.
- Grand Prix Mondial de volley-ball 2006 : Meilleure défenseur.
- Challenge Cup féminine 2007-2008 : Meilleure réceptionneuse.